# Wehrhafte Löwen 83
Wehrhafte Löwen 83 war ein deutsch-US-amerikanisch-belgisches FTX-Militärmanöver in Hessen. Es fand im Herbst 1983 statt; es nahmen insgesamt 48.000 NATO-Soldaten teil.

## Truppengliederung
Die Übungsleitung hatte das III. Korps der Bundeswehr unter dem Kommando von Generalleutnant Hans-Joachim Mack.
Die Übungstruppe BLAU setzte sich wie folgt zusammen:
- 5. Panzerdivision, Diez
  - Panzerbrigade 14, Neustadt
  - Panzergrenadierbrigade 13, Wetzlar
  - Panzeraufklärungsbataillon 5
- Heimatschutzbrigade 54, Trier (Wehrbereichskommando IV, Mainz)
- Luftlandebrigade 26, Saarlouis (zunächst ROT)
- 3rd US-Armored Division
  - 1st Brigade, Kirch-Göns

ROT gliederte sich wie folgt:
- 2. Panzergrenadierdivision, Kassel
  - Panzergrenadierbrigade 5 „Kurhessen“, Homberg
  - Panzerbrigade 6, Hofgeismar
- belgische Einheit

Den Leitungs- und Schiedsrichterdienst stellte die 12. Panzerdivision, Veitshöchheim.

## Umfang
Wehrhafte Löwen 83 fand vom 16. bis 22. September 1983 (Kernübungszeit: 18. bis 22. September 1983) in Nordhessen und teilweise im Westerwald statt. An der Heeresübung nahmen 48.000 Soldaten (davon 1.800 Reservisten und 3.500 US-amerikanische Soldaten), 13.000 Rad- und 2.500 Kettenfahrzeuge sowie 200 Hubschrauber teil.

## Ablauf
Der Ballungsraum befand sich in den Landkreisen Schwalm-Eder, Marburg-Biedenkopf und Neustadt während einer Aufmarschphase vom 16. bis 17. September 1983. ROT eröffnete die Kampfhandlungen mit einem Angriff aus dem Raum A7 Fulda-Kassel in westliche Richtung mit dem Ziel, den mittleren Rhein-Abschnitt zu nehmen. Nachdem BLAU seine Verteidigungsstellungen bezogen hatte, führte es einen tiefen Gegenangriff in die rechte Flanke von ROT, was dazu führte, dass ROT seine Kräfte zurücknehmen musste. Wie die meisten NATO-Heeresübungen wurden die Bodentruppen durch Kampfflugzeuge und Jagdbomber (häufig Tiefflug-Kampfeinsätze) im Rahmen der Luftwaffenübung Cold Fire unterstützt. 
Gäste der Übung waren Bundeskanzler Helmut Kohl, Bundesverteidigungsminister Manfred Wörner, NATO-Generalsekretär Joseph Luns sowie KSZE-Vertreter. Die Gesamtkosten von Wehrhafte Löwen 83 beliefen sich auf 20 Millionen DM.

## Medien
- Die großen Übungen der Bundeswehr 2. DVD. Breucom-Medien, 2011, ISBN 978-3-940433-33-6.